# جميلة زنير
جميلة زنير باحثة وكاتبة جزائرية من مواليد 16 مايو 1949 بجيجل تعتبر إحدى رائدات الكتابة الأدبية والإبداعية في الجزائر، نشرت نصوصها في أغلب الصحف والمجلات الجزائرية والعربية، يعدها النقاد أهم قلم نسوي ظهر بعد الاستقلال في مجال الكتابة القصصية الجزائرية.

## سيرة
خريجة المعهد التكنولوجي للتربية وهي أستاذة أدب عربي، عضو اتحاد الكتاب الجزائريين وجمعية الجاحظية

## الجوائز والتكريمات
- الجائزة الأولى من وزار ة الثقافة في مجال الكتابة للأطفال في شهر جوان 1996م.[1]
- الجائزة الوطنية في الرواية التي نظمتها ولاية سكيكدة عام 2000 م
- جائزة الامتياز الدولية الأولى بفرنسا الخاصة بكاتبات حوض البحر المتوسط لعام 2001م[1]
- تكريم رئيس الجمهورية بمناسبة 08 مارس 2010م[1]

## مؤلفاتها
- 1982 – دائرة الحلم والعواصف (قصص).[4]
- 1986 – ثقوب في ذاكرة الزمن.[5][6]
- 1991 – الصرصور المتجول.
- 1999– جنية البحر[7][8] أعيد طبعها في 2008 (ردمك 978-9961-62-793-8)
- 2000 – أوشام بربرية[9]:15 منشورات التبيين - الجاحظية الجزائر[10]
- 2000 – الطفل والشجرة
- 2001 – تداعيات امرأة قلبها غيمة(رواية)، دون دار النشر الجزائر[10]
- أوراق اعتراف
- 2001 – أسوار المدينة
- 2007 – أنطولوجيا القصة النسوية (2007)
- 2006 –أصابع الاتهام[11] دار نوبليس، بيروت[12]